# Cyathea tenera
Cyathea tenera är en ormbunkeart som först beskrevs av John Smith, och fick sitt nu gällande namn av Moore. Cyathea tenera ingår i släktet Cyathea och familjen Cyatheaceae. Inga underarter finns listade.